# 王英 (水滸伝)

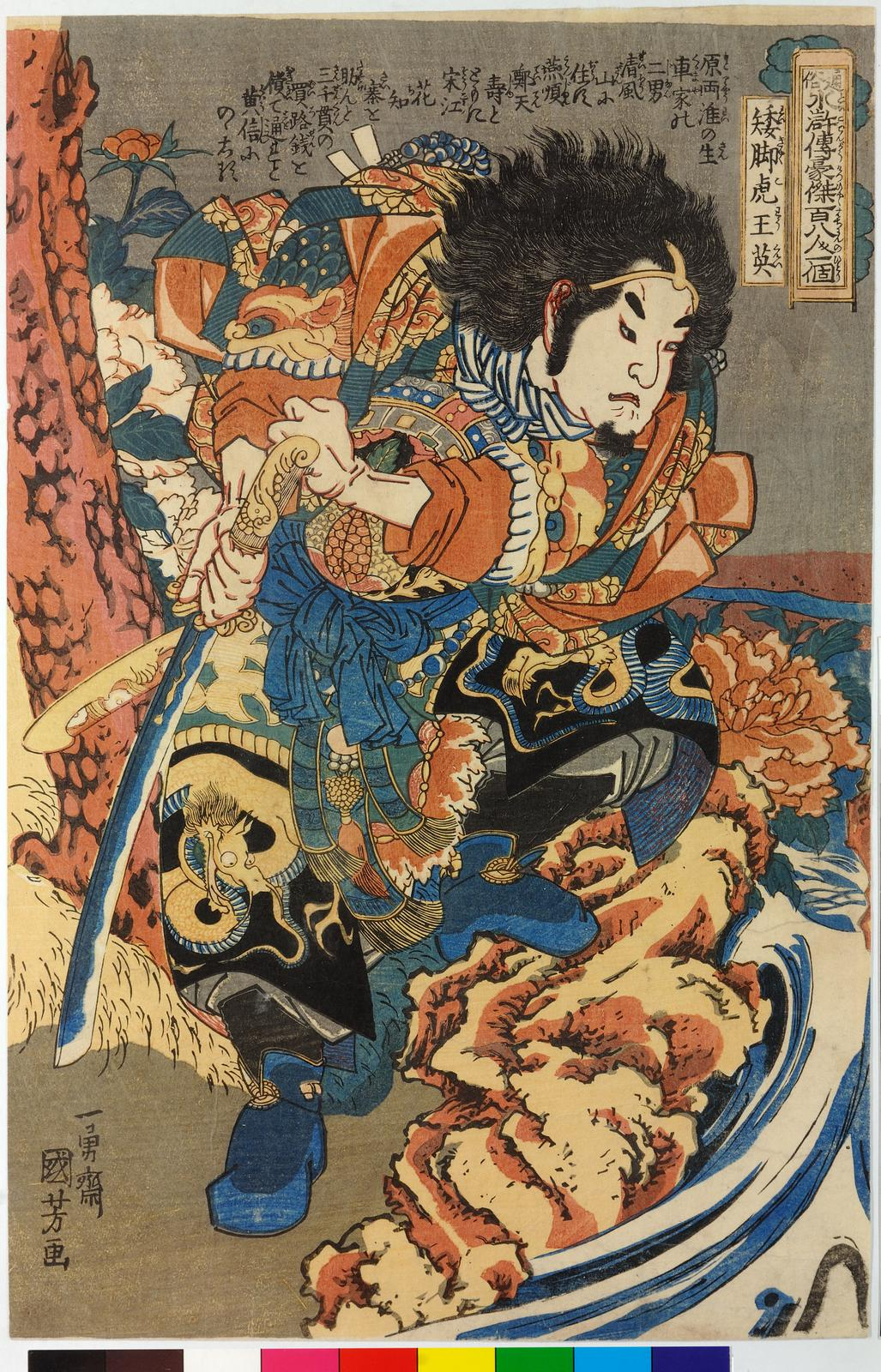
王英

王 英（おう えい、Wang Ying）は、中国の小説で四大奇書の一つである『水滸伝』の登場人物。
梁山泊第五十八位の好漢。地微星の生まれ変わり。渾名は矮脚虎（わいきゃくこ）。仲間内には「王矮虎」とも呼ばれる。「短足の虎」と言う意味。名前の通り梁山泊一の小男で、身の丈は5尺に満たず、短足、鋭い眼つきという特徴的な容姿の持ち主であり、無類の女好きである。特に気の強い女が好みのようで、悪女である劉高夫人に懸想したり、敵将として現れた扈三娘、瓊英等に真っ先に挑みかかるのだが、一騎討ちの最中に発情し得意の槍裁きも乱れてしまうという有様だった。

## 生涯
両淮の出身である王英は、元々車引きだったが、欲を起こして依頼人を殺害し、金品を強奪、清風山に逃れ盗賊になる。ある年の暮れ、ひょんなことから、天下に名高い義士で罪を犯して逃亡中の宋江と出会い、仲間の燕順、鄭天寿とともに客人として丁重にもてなした。数日後、王英は墓参りに行く途中の1人の婦人とその侍女を捕まえた。それは麓の清風塞の長官で悪徳官吏・劉高の妻だった。王英は女を気に入り、無理やり自分の女房にしようとしたが、宋江は解放してやるように諌めたので、燕順、鄭天寿もそれに同調、王英は渋々2人を解放した。数日後、宋江も山を離れて清風塞の副長官・花栄を訪ねていった。
しかし、一月も経たないうちに王英たちの下に信じられない知らせが飛び込んできた。あの劉高の妻が恩知らずにも山賊の首領として宋江を夫に訴え、それをかばった花栄とともに、兵馬都監黄信に捕らえられ、青州府に連行されているのだという。王英たちは慌てて護送隊一行を待ち伏せて襲撃、燕順、鄭天寿と3人がかりで黄信に挑みこれを撃退、宋江と花栄を奪還した。さらに攻め寄せてきた黄信の上司、秦明を地形を利用した戦法で翻弄し仲間に引き込んだ。さらに自身の非を認めた黄信も仲間に入り、花栄の家族を救出するため清風塞を襲撃、この時王英は、劉高夫人の事が諦めきれず、彼女を見つけて再び捕らえ、自分の女房になるんなら命は助けると持ちかけるが、燕順が毒婦と断じ有無を言わさず切り捨ててしまった。女を殺されて激怒した王英は、燕順に食ってかかるが、宋江に「いずれもっといい女を紹介して差し上げますから」と宥められ、その場は引き下がった。さらに、劉唐とともに青州城下で罪のない住民を虐殺するなどの蛮行も行い、宋江から叱責されるも許される。
その後、青州知事が都に討伐隊派遣を要請したため、梁山泊との合流を決意。宋江は理由あって、途中抜けるが、王英たちは晁蓋に出迎えられ、梁山泊入りを果たした。
その後、江州に流されていた宋江が無実の罪で処刑されかかっているのを知り、その刑場破りに参加。祝家荘との戦いでは、敵の女剣士扈三娘が現れると、喜び勇んで真っ先に一騎討ちを挑むが、戦いの最中だと言うのに相手に一目惚れしてしまい、槍捌きが乱れた所で馬から引きずり下ろされ捕虜になってしまった。祝家荘陥落後、救出された王英はかつての約束を覚えていた宋江の勧めで、行くあての無くなっていた扈三娘と夫婦になった。
その後は扈三娘と夫婦揃って戦場に立つことが多く、百八星集結後は2人揃って三軍内検察の騎兵将校となる。朝廷に帰順した後も夫婦揃って戦場を駆け、扈三娘一筋になったように思えたが、田虎との戦いでは、敵の女性武将・瓊英に対してかつての悪癖が再来。案の定敗北し、戟で腿を貫かれ、一時戦線から退いた。
方臘の戦いで、敵の妖術使い鄭彪の術にかかり、喉を刺し貫かれ死亡した。

## 『金瓶梅』での王英
おなじく四大奇書のひとつ『金瓶梅』のなかにも王英が登場するくだりがある。『金瓶梅詞話』第84回にみえる(現行の『金瓶梅』テキストでは割愛されていることが多い)。ここでも王英の好色ぶりが発揮される。
狙われたのは呉月娘。頓死した夫・西門慶の慰霊のため泰山を訪れたその帰路であった。王英に捕われた呉月娘は清風山の山寨に連れ去られる。が、当時山寨に身を寄せていた宋江にたしなめられ、王英はなくなく呉月娘を解放した。